# Gaius Bellicius Calpurnius Torquatus

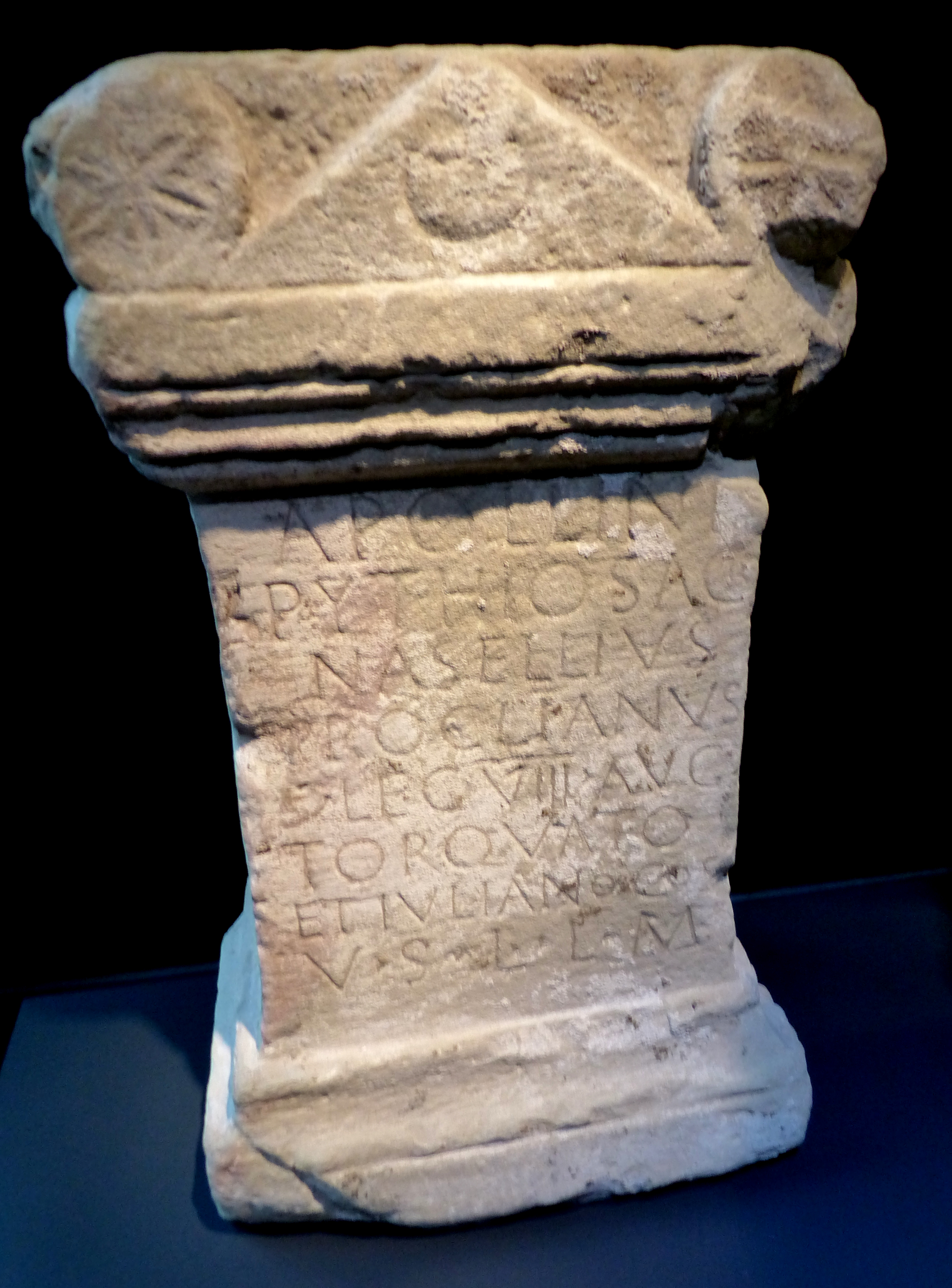
Der Altar mit der Inschrift

Gaius Bellicius Calpurnius Torquatus war ein römischer Politiker und Senator zur Zeit des Antoninus Pius. 
Torquatus stammte aus Vienna, wo er als Patron der Stadt verehrt wurde. Er war Sohn des Gaius Bellicius Flaccus Torquatus Tebanianus, Konsul im Jahr 124. Sein älterer Bruder war Gaius Bellicius Torquatus, Konsul im Jahr 143. Von der Laufbahn des Torquatus ist nur das ordentliche Konsulat bekannt, das er im Jahr 148 gemeinsam mit Publius Salvius Iulianus bekleidete.